# Chikila
Chikila is een geslacht van wormsalamanders uit de familie Chikilidae. De groep werd voor het eerst wetenschappelijk beschreven door Kamei, San Mauro, Gower, Van Bocxlaer, Sherratt, Thomas, Babu, Bossuyt, Wilkinson & Biju in 2012.
Alle soorten leven in delen van Azië en komen endemisch voor in India.

## Soorten
Lange tijd werd het geslacht vertegenwoordigd door slechts één soort; Chikila fulleri. Tegenwoordig zijn er vier soorten bekend, aangezien in 2013 drie nieuwe soorten werden beschreven.
- Soort Chikila alcocki
- Soort Chikila darlong
- Soort Chikila fulleri
- Soort Chikila gaiduwani